# Ніндзя Апокаліпсису!
«Ніндзя Апокаліпсису!» (англ. Ninja Apocalypse!) — постапокаліптичний американський фільм режисера Джозефа Монтальбаноа. Прем'єра фільму 17 березня 2007 року (США). Місця зйомок: Ітака, Нью-Йорк, США.
У фільму є однойменний фільм, відзнятий у Японії раніше «Kairyu daikessen » (1966), а також фільми «Fei yan zou bi» (1982) і «Ніндзя апокаліпсісу» (2014).

## Сюжет
Коли дві студенти коледжу повернулися в школу після поїздки у вихідні дні, вони знаходять її кампус вражений вірусом, який перетворює своїх жертв в зомбі-ніндзя. Дівчата приєдналися до останніх, що залишилися в живих всередині одного з укріплених будинків, вибір похмурий: чекати допомоги, що прибуде, або пройти через зомбі-ніндзя, що очікують зовні. Але, коли параноя і опортунізм починають лютувати в тих, що залишилися в живих знайшли, що небезпека всередині може бути ще більше, ніж та, що оточує їх.

## Актори
- Чатхуарака Джаясурія — Нік,
- Вусун Сонг — Квон,
- Брендан Шера — Джефф,
- Джозеф Монтальбано- Тодд,
- Джаред Девіс - Метт,
- Джаред Вульф - Параноік білий хлопець,
- Діана Хуан - Емі Лін,
- Пітер Монтальбано - Педро Пальмарез,
- Сара Бендер - Сіссі Сандерс,
- Вікі Бхагат - Нахабний Індієць,
- Джої Мерц - Усміхнений білий хлопець,
- Даніель Штернберг - Ісус-Фрік,
- Клер Фаггіолі - Біла Чика,
- Пеггі Лі - драматичний коханець з Кореї,
- Кальвін Чу - азіат у шапці.